# Конвенто Сан Франческо (Ла Специја)
Конвенто Сан Франческо је насеље у Италији у округу Ла Специја, региону Лигурија.
Према процени из 2011. у насељу је живело 6 становника. Насеље се налази на надморској висини од 120 м.